# Mezzanine
Mezzanine é o terceiro álbum de estúdio do grupo britânico de trip hop, Massive Attack. Foi o primeiro álbum produzido por Neil Davidge junto do grupo. O álbum inteiro foi lançado para download no site da banda, meses antes do seu lançamento em mídia física.
O álbum contém o maior sucesso do grupo, o single "Teardrop", cantada pela cantora Elizabeth Fraser. O disco foi também um dos mais elogiados do Massive Attack, com ótimas resenhas nas publicações mundiais espalhadas pelo mundo.
Mezzanine é o álbum mais famoso da banda até hoje.
Em 2015, a canção "Angel" entrou para a trilha da telenovela Verdades Secretas, da Globo, como seu tema de abertura.

## Produção
A produção de Mezzanine foi bem estressante, com muita tensão pairando sobre os membros. O álbum era para ser lançado em Dezembro de 1997, mas foi adiado por quatro meses. Del Naja passou a maior parte desse tempo no estúdio "fazendo as faixas, cortando elas em pedaços, f****ndo com ela, entrando em pânico, e começando tudo de novo". O título do álbum era para ser Damaged Goods, que era o nome do primeiro single da banda Gang of Four.

O produtor Neil Davidge comentou sobre a produção do disco numa entrevista à revista Sound on Sound:
"Mezzanine era um disco muito impreciso no sentido da forma que trabalhamos, pois a banda, como muito relatado naquela época, não estava se dando bem. Então eu ficava no estúdio trabalhando com um dos membros e outra pessoa entrava, aí a pessoa com quem eu estava trabalhando ia embora e eu tinha que mudar a faixa na qual trabalhava, pois a outra pessoa não queria trabalhar nela. Ela queria trabalhar em algo diferente. Às vezes eu ficava trabalhando em talvez quatro faixas diferentes em um dia, que era uma forma muito confusa de se trabalhar."

## Faixas
| Mezzanine |                  |                                                              |         |  |
| N.º       | Título           | Compositor(es)                                               | Duração |  |
| 1.        | "Angel"          | Robert Del Naja Grantley Marshall Andrew Vowles Horace Hinds | 6:18    |  |
| 2.        | "Risingson"      | Del Naja Marshall Vowles Lou Reed Pete Seeger                | 4:58    |  |
| 3.        | "Teardrop"       | Del Naja Marshall Vowles Elizabeth Fraser                    | 5:29    |  |
| 4.        | "Inertia Creeps" | Del Naja Marshall Vowles                                     | 5:56    |  |
| 5.        | "Exchange"       | Bob Hilliard Mort Garson                                     | 4:11    |  |
| 6.        | "Dissolved Girl" | Del Naja Marshall Vowles Sarah Jay Hawley Matt Schwartz      | 6:07    |  |
| 7.        | "Man Next Door"  | John Holt                                                    | 5:55    |  |
| 8.        | "Black Milk"     | Del Naja Marshall Vowles Fraser Manfred Mann                 | 6:20    |  |
| 9.        | "Mezzanine"      | Del Naja Marshall Vowles                                     | 5:54    |  |
| 10.       | "Group Four"     | Del Naja Marshall Vowles Fraser                              | 8:13    |  |
| 11.       | "(Exchange)"     | Hilliard Garson                                              | 4:08    |  |

| Faixas bônus da edição japonesa |                                            |                                                                                      |         |  |
| N.º                             | Título                                     | Compositor(es)                                                                       | Duração |  |
| 12.                             | "Superpredators" (The Mad Professor Remix) | Del Naja Marshall Vowles Siouxsie Sioux John McKay Steven Severin Kenny Morris [ 7 ] | 5:16    |  |
| Duração total:                  | Duração total:                             | Duração total:                                                                       | 68:45   |  |

| Disco 2 do relançamento de 20º aniversário: Massive Attack v Mad Professor Part II (Mezzanine Remix Tapes '98) |                                         |                                    |         |  |
| N.º | Título                                  | Compositor(es)                     | Duração |  |
| 1. | "Metal Banshee" (Mad Professor Mix One) | McKay・Morris・Sioux・Severin      | 5:49    |  |
| 2. | "Angel" (Angel Dust)                    | Del Naja・Marshall・Hinds・Vowles  | 6:04    |  |
| 3. | "Teardrop" (Mazaruni Dub One)           | Del Naja・Fraser・Marshall・Vowles | 6:05    |  |
| 4. | "Inertia Creeps" (Floating on Dubwise)  | Del Naja・Marshall・Vowles         | 6:05    |  |
| 5. | "Risingson" (Setting Sun Dub Two)       | Del Naja・Marshall・Vowles         | 4:53    |  |
| 6. | "Exchange" (Mountain Steppers Dub)      | Hillard・Garson                    | 5:44    |  |
| 7. | "Wire" (Leaping Dub)                    | Del Naja・Marshall・Vowles         | 5:21    |  |
| 8. | "Group Four" (Security Forces Dub)      | Del Naja・Fraser・Marshall・Vowles | 8:14    |  |

### Versões covers
- As bandas Sepultura, Tame Impala, The Dillinger Escape Plan e a cantora Charlotte Martin já fizeram versões covers da canção "Angel".
- A canção "Teardrop" já teve versões de artistas como Newton Faulkner, Simple Minds, Mika, José González, Incubus, e Elbow.

## Relançamento de 20º aniversário
O álbum foi remasterizado e relançado para o seu aniversário de 20 anos. O segundo disco da edição de aniversário foi lançado em 23 de agosto de 2019 e vem com um disco bônus de dub mixes inéditos por Mad Professor, que seriam originalmente lançados em um álbum de remixes de Mezzanine.

## Créditos
Massive Attack
- Robert Del Naja – vocal, produtor, arranjos, programação, teclado, samplers, direção de arte, design
- Grant Marshall – vocal, produtor, arranjos, programação, teclados, samplers
- Andrew Vowles – produtor, arranjos, programação, teclados, samplers

Adicional
- Neil Davidge – produtor, arranjos, programação, teclados, samplers
- Horace Andy – vocal (faixas 1, 7, 11)
- Elizabeth Fraser – vocal (faixas 3, 8,10)
- Sara Jay – vocal (faixa 6)
- Angelo Bruschini – guitarra
- John Harris, Bob Locke, Winston Blisset – baixo
- Andy Gangadeen – bateria
- Dave Jenkins, Michael Timothy – teclados adicionais
- Jan Kybert – ProTools
- Lee Shepherd – engenharia
- Mark "Spike" Stent – mixagem
- Jan Kybert, Paul PDub Walton – assistente de mixagem
- Tim Young – corte
- Nick Knight – fotografia
- Tom Hingston – direção de arte, design